# Epipleminae
Epipleminae zijn een onderfamilie van vlinders uit de familie van de Uraniavlinders (Uraniidae). 

## Geslachten
De volgende geslachten behoren tot de onderfamilie Epipleminae.
- Acropterygia
- Alaplena
- Anorthodisca
- Antiplecta
- Aoratosema
- Aorista
- Aphyodes
- Arussiana
- Asyngria
- Bicavernosa
- Calledapteryx
- Callizzia
- Capnophylla
- Ceronaba
- Chaetoceras
- Chaetopyga
- Chionoplema
- Chrysocestis
- Chundana
- Cirrhura
- Coelura
- Coeluromima
- Coelurotricha
- Crypsicoela
- Dasmeuda
- Decetiodes
- Dicroplema
- Dysaethria
- Dysrhombia
- Epiplema
- Erosia
- Europlema
- Eversmannia
- Falcinodes
- Gathynia
- Gymnoplocia
- Heteroplema
- Hyperplema
- Hypophysaria
- Hypoplema
- Leuconotha
- Leucoplema
- Lophopygia
- Lophotosoma
- Macrostylodes
- Madepiplema
- Meleaba
- Menda
- Mesoglypta
- Metorthocheilus
- Microniodes
- Molybdophora
- Monobolodes
- Monoplema
- Morphomima
- Nedusia
- Neodeta
- Neodirades
- Neoplema
- Notoptya
- Nyctibadistes
- Oroplema
- Orudiza
- Paloda
- Paradecetia
- Paradirades
- Paroecia
- Paurophlebs
- Phazaca
- Philagraula
- Platerosia
- Powondrella
- Psamathia
- Pseudhyria
- Pseudodirades
- Pterotosoma
- Rhombophylla
- Saccoploca
- Schidax
- Siculodopsis
- Skaphion
- Symphytophleps
- Syngria
- Syngriodes
- Thysanocraspeda
- Tricolpia
- Trotorhombia
- Warreniplema